# 超声换能器

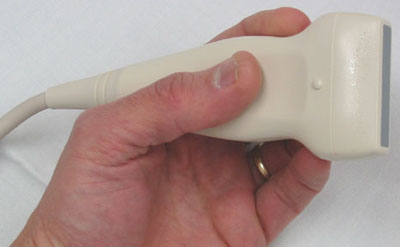
用于医学影像的线阵超声换能器

超声换能器（Ultrasonic transducer）是在超声波频率范围内，实现声能和电能相互转换的换能器，主要分为三类：发射器、接收器和收发两用型换能器。用来发射超声波的换能器称为发射器，当换能器处于发射状态时，将电能转换为机械能，再转换为声能；用来接收声波的换能器称为接收器，当换能器处于接收状态时，将声能转换为机械能，再转换为电能；在有些情况下，换能器既可用作发射器，又可用作接收器，称为收发两用型换能器。它是超声技术的核心内容和关键技术之一，广泛应用于无损检测、医学影像、超声显微镜、指纹识别及物联网等领域。
与雷达、声纳类似，超声换能器多用于利用回波信号评估目标物体的系统，通过测量超声信号收发的时间间隔，可以确定目标物体与换能器间的距离。被动式超声传感器实际上就是检测超声波信号的麦克风。按照实现超声换能器机电转换的物理效应的不同，可将换能器分为电动式、电磁式、磁致伸缩式、压电式和电致伸缩式等:2-3。目前理论研究和实际应用最为广泛的是压电超声换能器。
通常发射换能器工作频率等于其本身的谐振基频以获得最佳工作状态。被动式接收换能器的工作频率为一较宽频带，同时要求换能器自身的谐振基频比频带的最高频率高，以保证换能器有平坦的接收响应。
从维度上来讲，换能器通常包含单个或多个阵元，从而有单阵元探头、线阵探头、面阵探头和环阵探头等。单阵元超声换能器相对容易制造，但必须通过高线性精度的机械驱动以获得超声图像，这限制了它的刷新频率和成像质量。超声换能器阵可以通过电子控制，从而快速获得多维度的信息，结合相控阵技术，可以控制超声波束的偏转和聚焦，进一步提高分辨率、灵敏度和输出功率。
未经极化的压电陶瓷中的电轴取向杂乱，不具压电效应。经过极化工序处理后才能显示压电效应。极化过程就是在压电陶瓷上加一个强直流电场，使陶瓷中的电轴沿电场方向取向排列。

## 发展
1880年，皮埃尔·居里和雅克·居里兄弟发现电气石具有压电效应。第一次世界大战期间，法国物理学家朗之万于1916年研制成功了第一个真正实用的压电换能器，并将其应用于潜艇的探测中。同时，由于压电换能器作为高频声源的出现，使得高频声的研究成为现实，一个重要的声学分支——超声学也迅速发展起来，并得到了越来越多的重视。直到现在，朗之万型换能器仍在得到广泛的应用，如功率超声和水声工程之中。
自20世纪20年代起，陆续发现了各种具有磁致伸缩效应的材料。一类是金属磁致伸缩材料，如镍、铁钴合金、铝铁合金、镍铁合金、镍钴合金等。这类材料的特点是具有高机械强度、高居里点及工作性能稳定。声呐设备中常采用这种材料制成的换能器。另一类是铁氧体磁致伸缩材料，如镍锌铁氧体、镍铜钴铁氧体、镍锌钴铁氧体。这种材料最大优点是涡流和磁致损耗小，灵敏度高，可用来做水听器和工作频率要求较高的水声换能器:4。但随着PZT材料的广泛应用，磁致伸缩材料几乎被取代。因为功率要求不大时，压电换能器具有结构简单、性能稳定及成本低廉等优点。
随着超声技术的发展，气体中的超声技术应用越来越广。空气耦合式超声换能器（气介超声换能器）也受到了人们的普遍重视。传统的压电换能器和磁致伸缩换能器因为阻抗匹配差，发射效率低的问题，不太适合气介超声的应用。微机械超声换能器由于具有频率高，机械阻抗低，从而有较好的耦合效果，在气体中的超声检测等技术中获得了广泛的应用。
超声换能器具有一定的方向特性。对发射换能器而言其方向特性曲线决定了发射声能的集中程度；对接收换能器而言，方向特性曲线的尖锐程度决定了探索空间方向角的范围。超声换能器的方向特性也直接关系到超声设备的作用距离。

## 换能器的分类

### 磁致伸缩换能器
磁致伸缩换能器是最早被采用的声学换能器类型之一，后来压电材料的发现，尤其是PZT材料的广泛应用，磁致伸缩材料几乎被取代。因为功率要求不大时，压电换能器具有结构简单、性能稳定及成本低廉等优点。
随着现代声纳技术的发展和水声学应用范围的不断扩大，研究新型换能器材料及新型水声换能器或基阵显得尤为重要。20世纪70年代初期发现的稀土超磁致伸缩材料，由于其卓越的性能以及在远程声纳和其它低频水声系统中的适用性，引起了广泛重视，成为目前换能器领域内的热点方向之一:i。

### 压电超声换能器
压电换能器是应用最为广泛的一种声电转换元件，它的最简单形式就是一个两面镀有电极的、圆形或方形的压电陶瓷薄片。当把一定频率和功率的交流信号加到两个电极上时以后，压电陶瓷片的厚度随着交变电场而变化，此时相对于外部介质而言就是一个活塞振动的简单声源。由于其结构简单，易于成形和加工，广泛应用于医学超声探头、工业无损检测的超声探头当中。厚度振动压电换能器，基于板的厚度伸缩振动模式，在超声检测、超声诊断等领域广泛应用。压电陶瓷材料的不足之处在于脆性大、抗张强度低、大面积成型困难以及超薄高频换能器不易加工。这一方面压电薄膜如PVDF比压电陶瓷较有优势。

### 微机械超声换能器
微机械超声换能器（Micromachined Ultrasonic Transducer, MUT）是基于薄板翘曲振动的换能器，根据驱动机制的不同，分为压电式微机械超声换能器（piezoelectric-MUT, pMUT），与电容式微机械超声换能器（capacitive-MUT, cMUT）:453。因为微机械超声换能器通过MEMS工艺制备，从而与集成电路有较大的工艺兼容性，因而是微型化超声系统最佳的实现方案，可以实现大规模的制备和封装，应用在指纹识别、空气测距、导管超声及便携式超声等领域。

### 叉指换能器
叉指换能器（Interdigital Transducer, IDT）是在压电基片上用真空蒸发淀积一层金属薄膜，再用光刻方法得到两个互相间隔形似叉指的梳形电极，制成用来激发和接收声表面波的换能器。IDT电声转换损耗低，设计灵活且制造工艺简单，容易工作在0.5-3 GHz的频率范围内，已成为激发与检测声表面波的主要技术，成为声表面波器件和传感器的基本组成部分，得到广泛应用:307。

## 应用
超声应用覆盖了非常广的频率范围:xxii。通常，超声波被定义为超过可听频率的声波，但也有一定应用工作在20 kHz以下。在一部分声纳系统中，频率选定在数千赫兹以减少衰减。百赫兹的声波在海洋声学中用于全球层析成像；40 kHz的超声往往被用于物体检测，这主要是受声波衰减限制的检测范围与频率决定的分辨率之间的折衷；对于传统医疗检测，超声波的频率范围处于2 MHz - 20 MHz之间；兆赫兹的声波一般用于金属物体的超声探伤。在固体材料的检测中，横波与纵波都有用到；超声显微镜对于分析微电子器件非常有用，频率通常在100 MHz – 1 GHz间，使得空间分辨率接近光学显微镜。对于1 GHz以上更高的频率，有时被用于材料表征和科学研究领域；15 kHz – 100 kHz的振动系统也多用于传统的功率超声应用，如机械加工、焊接和清洁；也有超声清洁器工作在兆赫兹，用于硅晶圆与电子设备的清洁。此外，更高的频率上也探索了超声焊接的应用，用于引线键合与塑料焊接，从而解决集成电路小型化的瓶颈。诸如滤波器、传感器和驱动器等，多覆盖20 kHz – GHz，取决于换能器的结构和应用。